# Hanna Kolb
Pour les articles homonymes, voir Kolb.
Hanna Kolb, née le 21 août 1991 à Stuttgart, est une fondeuse allemande. Sa discipline de prédilection est le sprint.

## Biographie
Membre du TSV Buchenberg, elle court sa première compétition officielle en fin d'année 2006.
Lors de ses premiers championnats du monde junior en 2008 à Malles, Kolb finit au pied du podium sur le sprint, terminant quatrième de la finale. Lors de l'édition 2009, elle récolte sa première médaille avec le bronze sur le relais, récompense qu'elle gagne aussi lors de l'édition 2011, où elle est aussi cinquième du sprint.
Elle fait ses débuts en Coupe du monde en décembre 2009 à Düsseldorf, où elle s'illustre directement en atteignant le stade des demi-finales, pour prendre le onzième rang et marquer ses premiers points pour le classement général.
Elle réalise la même performance deux ans plus tard au même lieu, avant de remporter son premier titre aux Championnats du monde des moins de 23 ans à Erzurum sur le sprint.
Auparavant, elle fait ses débuts aux jeux olympiques en 2010 à Vancouver (25e du sprint) et aux Championnats du monde en 2011 à Oslo. 
En janvier 2012, Kolb termine dans le top dix lors d'une étape du Tour de ski, le sprint libre de Toblach, au huitième rang.
En décembre 2012, de nouveau en Coupe du monde, elle monte sur son premier podium à l'occasion du sprint par équipes à Québec, associée à Denise Herrmann (2e).
Lors du Tour de ski 2012-2013, elle enregistre son meilleur résultat individuel dans l'élite, arrivant quatrième du sprint libre de Val Müstair pour sa première finale à ce niveau. En 2012-2013, Kolb établit son meilleur classement de Coupe du monde dans la spécialité du sprint avec la douzième position. Aux Championnats du monde de Val di Fiemme, elle finit 23e du sprint individuel et huitième du sprint par équipes.
En 2014, elle finit trentième du sprint aux Jeux olympiques de Sotchi.
Lors de la saison 2015-2016, l'Allemande obtient parmi ses meilleurs résultats, dont une cinquième place en sprint à Toblach et une troisième place en sprint par équipes à Planica.
Finalement, c'est en 2017 qu'elle signe son meilleur résultat en grand championnat, affichant une onzième place au sprint des Mondiaux à Lahti.
En 2018, elle dispute son ultime saison compétitive et les Jeux olympiques à Pyeongchang, prenant la 36e place du sprint.

## Palmarès

### Jeux olympiques
| Épreuve / Édition   | Sprint                           | Sprint                           | 10 km                            | 10 km     | Poursuite/Skiathlon 2 × 7,5 km | 30 km | Relais | Relais   |
| Épreuve / Édition   | libre                            | classique                        | libre                            | classique | Poursuite/Skiathlon 2 × 7,5 km | 30 km | Sprint | 4 × 5 km |
| JO 2010 Vancouver   | Épreuve inexistante à cette date | 25e                              | Épreuve inexistante à cette date | —         | —                              | —     | —      | —        |
| JO 2014 Sotchi      | 30e                              | Épreuve inexistante à cette date | Épreuve inexistante à cette date | —         | —                              | —     | —      | —        |
| JO 2018 Pyeongchang | Épreuve inexistante à cette date | 36e                              | Épreuve inexistante à cette date | —         | —                              | —     | —      | —        |

Légende :
- : pas d'épreuve
- — : Non disputée par Kolb

### Championnats du monde
| Épreuve / Édition           | Sprint                           | Sprint                           | 10 km                            | 10 km                            | Poursuite/Skiathlon 2 × 7,5 km | 30 km | Relais | Relais   |
| Épreuve / Édition           | libre                            | classique                        | libre                            | classique                        | Poursuite/Skiathlon 2 × 7,5 km | 30 km | Sprint | 4 × 5 km |
| Mondiaux 2011 Oslo          | 59e                              | Épreuve inexistante à cette date | Épreuve inexistante à cette date | —                                | —                              | —     | —      | —        |
| Mondiaux 2013 Val di Fiemme | Épreuve inexistante à cette date | 23e                              | —                                | Épreuve inexistante à cette date | —                              | —     | 8e     | —        |
| Mondiaux 2015 Falun         | Épreuve inexistante à cette date | 30e                              | —                                | Épreuve inexistante à cette date | —                              | —     | —      | —        |
| Mondiaux 2017 Lahti         | 11e                              | Épreuve inexistante à cette date | Épreuve inexistante à cette date | -                                | -                              | -     | -      | -        |

Légende :
- : pas d'épreuve
- — : Non disputée par Kolb

### Coupe du monde
- Meilleur classement général : 32e en 2016.
- Meilleur classement en sprint : 12e en 2013.
- Meilleur résultat individuel : 4e.
- 2 podiums en épreuve par équipes : 1 deuxième place et 1 troisième place.

#### Classements en Coupe du monde
| Année     | Classement général final | Classement sprint | Classement distance |
| 2009-2010 | 78e                      | 54e               |                     |
| 2010-2011 | 54e                      | 35e               | 78e                 |
| 2011-2012 | 49e                      | 29e               | 59e                 |
| 2012-2013 | 37e                      | 12e               |                     |
| 2013-2014 | 39e                      | 14e               |                     |
| 2014-2015 | 45e                      | 15e               |                     |
| 2015-2016 | 32e                      | 13e               |                     |
| 2016-2017 | 58e                      | 29e               |                     |
| 2017-2018 | 60e                      | 30e               |                     |

### Championnats du monde des moins de 23 ans
- Erzurum 2012 : 
  -  médaille d'or en sprint.
- Liberec 2013 : 
  -  médaille de bronze en sprint.

### Championnats du monde junior
- Praz de Lys Sommand 2009 : 
  -  médaille de bronze en relais.
- Otepää 2011 : 
  -  médaille de bronze en relais.

### Championnats d'Allemagne
- Championne du sprint en 2012.